# بوراگو دی مولگورا
بوراگو دی مولگورا (به ایتالیایی: Burago di Molgora) یک کومونه در ایتالیا است که در استان مونتزا و بریانتزا واقع شده‌است.

## خصوصیات
بوراگو دی مولگورا ۳٫۴ کیلومترمربع مساحت و ۴٬۲۵۰ نفر جمعیت دارد.